# Mimillaenopsis
Mimillaenopsis es un género de escarabajos longicornios de la tribu Acanthocinini.

## Especies
- Mimillaenopsis amoanus Vives & Sudre, 2021
- Mimillaenopsis compactus Vives & Sudre, 2021
- Mimillaenopsis metallicus Vives & Sudre, 2021